# Hoofdklasse (Frauenfußball)
Die Hoofdklasse ist die zweithöchste Spielklasse im niederländischen Frauenfußball. Sie wurde im Sommer 2007 von der Eredivisie als höchste Spielklasse abgelöst, die wiederum 2012 durch die belgisch-niederländische BeNe League ersetzt wurde. Im niederländischen Männerfußball ist die Hoofdklasse die fünfthöchste Spielklasse.

## Modus
Im Verlauf einer Saison spielt jede Mannschaft zweimal gegen jede andere Mannschaft. Somit kommt jede Mannschaft auf 18 Spiele in einer Saison. Die zwei letztplatzierten Mannschaften müssen absteigen, ein Aufstieg zur BeNe League ist nicht möglich.

## Bisherige Meister
| - 1973/74: VV Reutum - 1974/75: Osdorp Amsterdam - 1975/76: Blauw Wit Amsterdam - 1976/77: RKSV Braakhuizen - 1977/78: Sint Hubert - 1978/79: Alkmania Roelofarendsveen - 1979/80: RKSV Braakhuizen - 1980/81: RKSV Braakhuizen - 1981/82: Puck Deventer - 1982/83: RKTVC Tiel - 1983/84: Groote Lindt Zwijndrecht | - 1984/85: UD Weerselo - 1985/86: KFC '71 Delft - 1986/87: RKSV Braakhuizen - 1987/88: RKTVC Tiel - 1988/89: KFC '71 Delft - 1989/90: Rijsoord - 1990/91: Den Dungen - 1991/92: Den Dungen - 1992/93: Den Dungen - 1993/94: Den Dungen - 1994/95: Den Dungen | - 1995/96: SV Saestum - 1996/97: SV Saestum - 1997/98: SV Saestum - 1998/99: SV Saestum - 1999/00: SV Saestum - 2000/01: VV Ter Leede - 2001/02: SV Saestum - 2002/03: VV Ter Leede - 2003/04: VV Ter Leede - 2004/05: SV Saestum - 2005/06: SV Saestum - 2006/07: VV Ter Leede |

## Rangfolge der bisherigen Meister
- 8 Titel: SV Saestum (Zeist)
- 5 Titel: Den Dungen
- 4 Titel: RKSV Braakhuizen (Geldrop)
- 4 Titel: VV Ter Leede (Sassenheim)
- 2 Titel: KFC '71 Delft
- 2 Titel: RKTVC Tiel
- 1 Titel: Alkmania Roelofarendsveen
- 1 Titel: Blauw Wit Amsterdam
- 1 Titel: Groote Lindt Zwijndrecht
- 1 Titel: Osdorp Amsterdam
- 1 Titel: Puck Deventer
- 1 Titel: VV Reutum
- 1 Titel: Rijsoord Ridderkerk
- 1 Titel: Sint Hubert
- 1 Titel: DU Weerselo